# Alfonso Valerio

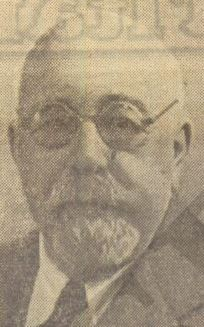
Alfonso Valerio

Alfonso Valerio (Triëst, 18 juli 1852 – aldaar, 28 december 1942) was een Italiaans advocaat. Hij was de laatste burgemeester van Triëst (1909-1915) onder Oostenrijks bewind en de eerste burgemeester van Triëst (1918-1921) in het koninkrijk Italië.

## Levensloop
Valerio groeide op in de Vrije rijksstad Triëst, een Italiaanse havenstad van het keizerrijk Oostenrijk. Zijn ouders waren Angelo Valerio en Antonia Bartoli, telgen uit een familie van industriëlen en Italiaans-nationalisten in Triëst.
Aan de universiteit van Graz behaalde Valerio het diploma van doctor in de rechten. Hij had een advocatenpraktijk in Triëst. Vanaf 1897 zetelde hij in de gemeenteraad. Valerio behoorde tot de militante liberale partij, die anti-Oostenrijkse standpunten innam; Valerio verschilde evenwel van de andere militanten door het feit dat hij geen vrijmetselaar was. In 1909 werd hij benoemd tot podestà of Oostenrijks burgemeester. Door het oorlogstreffen tussen Italië en Oostenrijk in de Eerste Wereldoorlog dwongen de Oostenrijkers Valerio tot aftreden. Hij keerde terug tot zijn job van advocaat. De militaire bestuurder van Triëst werd niet een Oostenrijker doch de Italiaanse generaal Carlo Petitti di Roreto, die de Oostenrijkers bestreed. 
In 1918 benoemde de regering van het koninkrijk Italië Valerio officieel tot eerste burgemeester van het Italiaanse Triëst. Dit ambt werd voortaan sindaco genoemd. Hij bleef dit tot 1921. De regering vereerde hem met de ridderorde van Sint-Mauritius en Sint-Lazarus (1918) en een senaatszetel in Rome (1919). De reden was zijn jarenlange steun voor de irredenta Italia, of het aansluiten van Italianen aan de Italiaanse Staat. In de Senaat protesteerde Valerio tegen het Verdrag van Rapallo (1920). Hij vond het niet kunnen dat Istrië en de Dalmatische kust naar Joegoslavië gingen.
In Italië nam hij een aantal ambten op. Zo werd hij voorzitter van de automobilistenvereniging van Venezia-Giulia en van de elektriciteitsmaatschappij in deze streek. Vanaf 1924 bood hij zijn diensten aan aan de fascistische partij. 